# أي. بي. غوثري جونيور
أي. بي. غوثري جونيور (بالإنجليزية: A. B. Guthrie Jr.)‏ (13 يناير 1901، بيدفورد في الولايات المتحدة - 26 أبريل 1991، تشوتيا في الولايات المتحدة)؛ كاتِب، سيناريست، مؤرخ، صحفي وروائي أمريكي.

## روابط خارجية
- أي. بي. غوثري جونيور على موقع IMDb (الإنجليزية)
- أي. بي. غوثري جونيور على موقع الموسوعة البريطانية (الإنجليزية)
- أي. بي. غوثري جونيور على موقع قاعدة بيانات الأفلام السويدية (السويدية)
- أي. بي. غوثري جونيور على موقع إن إن دي بي (الإنجليزية)
- أي. بي. غوثري جونيور على موقع قاعدة بيانات الفيلم (الإنجليزية)